# الطبقية الأدبية
الطبقية الأدبية أو العنصرية الأدبية حسب يونس المحتفظ : هي أسلوب منظم من طرف التنظيمات المختلفة في مجال الأدب والثقافة من دول وأحزاب ومنظمات وجمعيات ونوادي، وفي بعض الأحيان تكون مهيكلة هرميا بحيث تكون هناك قواعد مادية و أخرى معنوية للانضمام إلى هذا الهرم، بالإضافة إلى شروط تختلف صعوبتها وإمكانية تحققها حسب درجة طبقية و عنصرية الأعضاء المؤسسين الذين يتحكمون غالبا عبر أهوائهم ونظرياتهم الضعيفة علميا و منطقيا في أتباعهم، وهذا هو الذي يجعل الباحث يحذر من التمادي في هذه التصرفات، ويدعو الجميع إلى مراجعة أساليبهم وقوانينهم التنظيمية من أجل رقي جميع الإنسانية.